# Pfarrkirche Timenitz

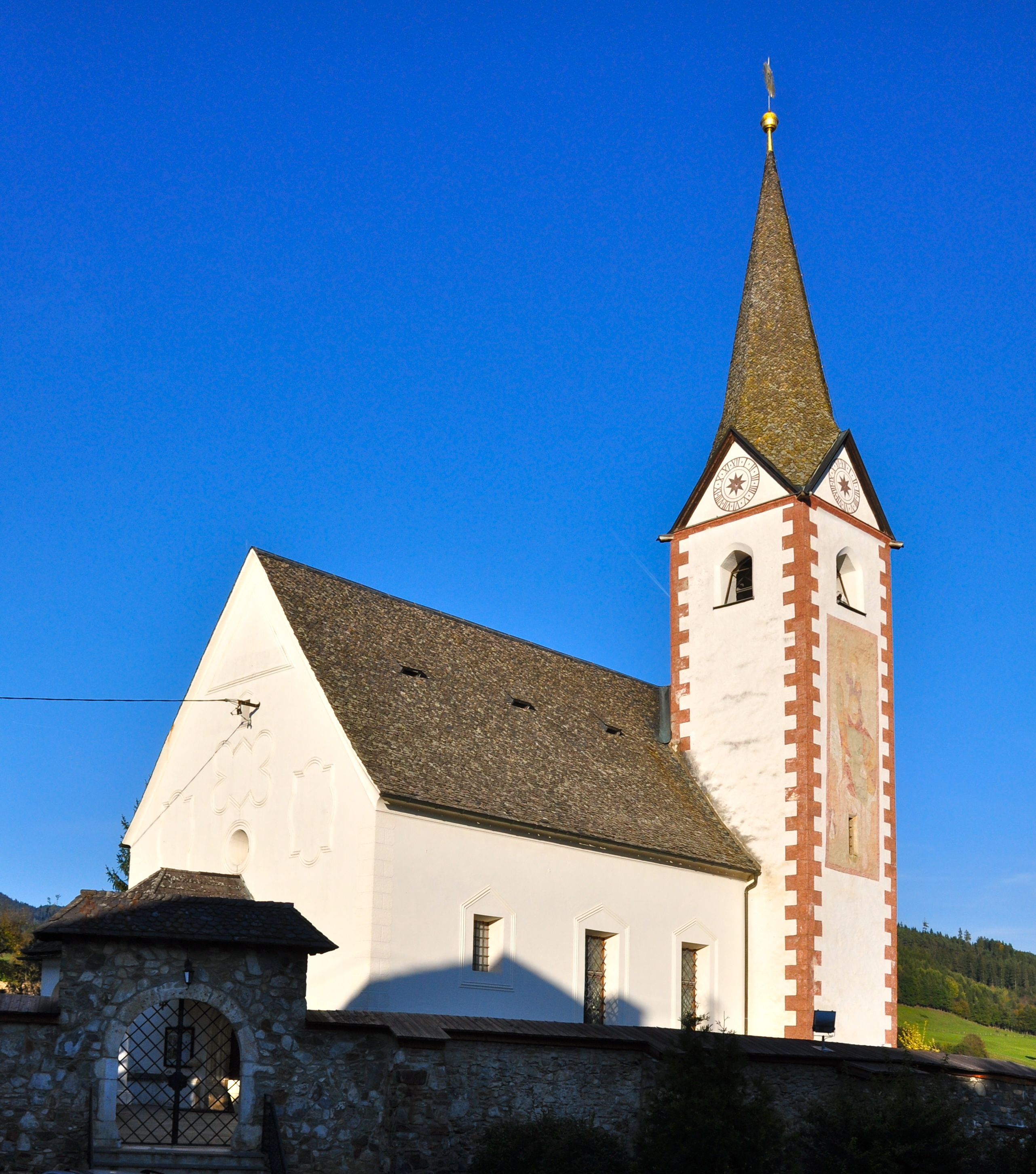
Pfarrkirche Heiliger Georg in Timenitz

Die römisch-katholische Pfarrkirche Heiliger Georg im Haufendorf Timenitz in der Marktgemeinde Magdalensberg in Kärnten steht unter Denkmalschutz.

## Geschichte
Die Kirche wurde 1217 urkundlich genannt. Der spätgotische Bau wurde im 19. Jahrhundert verändert. Die Steinplattldächer wurden 1986 restauriert. 1991 fand eine Innenrestaurierung, 1993 eine Gesamtrestaurierung statt.

## Architektur
Die Kirche steht, umgeben von dem Friedhof mit Friedhofsmauer auf einem gegen Osten steil abfallenden Hügel. Das gemauerte Friedhofsportal hat einen gewellten Giebel der Biedermeierzeit. Der eingezogene, gotischer Chor hat Strebepfeiler. Der nördliche Anbau steht auf einem alten Beinhaus mit einem Mittelpfeiler. Südlich des Chores steht der gotische Turm mit Spitzhelm und spitzbogigen Schallöffnungen. An der südlichen Turmfassade ist ein gotisches Christophorusfresko (um 1480), welches 1986 freigelegt wurde. Die gotische Architekturpolychromie wurde wiederhergestellt. Das große gemauerte Vordach im Westen aus der 1. Hälfte des 19. Jahrhunderts steht auf toskanische Säulen und hat ein Kreuzgratgewölbe und gedrückte Bögen an drei Seiten. Darüber an der West-Wand Vierpassblendfelder. Die Langhausfenster haben eine Putzrahmung. Das Nordportal ist vermauert. Das gotische Westportal hat ein profiliertes  Rundbogengewände und eine Tür mit gotischen Beschlägen. In der südlichen Außenmauer der Kirche ist ein Römerstein mit einer Grabinschrift für den Bürgermeister von Virunum, Kohortenkommandanten und Stabsoffizier C. Viatorius (CIL III 4859).